# جلوبس
جلوبس (بالعبرية: גלובס‏) هي صحيفة يومية مسائية تصدر باللغة العبرية، وهي الأكبر والأقدم من نوعها في إسرائيل. تأسست جلوبس في أوائل الثمانينات ونشرت في تل أبيب، وتتناول القضايا الاقتصادية والأخبار من عالم الأعمال الإسرائيلي والعالمي. لون أوراقها الوردي مستوحى من صحيفة الفاينانشال تايمز .
كانت جلوبس واحدة من أوائل الصحف الإسرائيلية التي تنشر محتوياتها على شبكة الويب العالمية، والتي يرجع تاريخها إلى أبريل 1995.
وفقا لمسح لمؤشر المجموعات المستهدفة لوسائل الإعلام عام 2017 تبلغ حصة الصحيفة في السوق 4.3 ٪. منافسوها الرئيسيون في وسائل الإعلام المطبوعة هم ده مركر التابعة لهاآرتس و كالكاليست التي تنشرها مجموعة يديعوت أحرنوت

## التاريخ
أُسِّسَت الصحيفة اليومية على يد حاييم بار أون، على أساس صحيفة مالية صغيرة مقرها حيفا، بالشراكة مع رجل الأعمال إليعازر فيشمان.
بعد نجاح جلوبز، ظهر لها منافس وهي تيليجراف التي كان سعر اشتراكها أقل وتم طباعتها أيضًا يوم السبت. أُغْلِقَت تيليجراف بعد عدة سنوات، بعد ذلك بسنوات قليلة، نشرت شبكة شوكين الإعلامية صحيفة ده مركر الاقتصادية كمنافس لـ جلوبس.
رئيس تحرير جلوبز الحالي هو نعمة سيكولر، من بين المساهمين المنتظمين في الصحيفة: يوآف كارني وتل شنايدر وإيلي تسيبوري وماتي جولان وستيلا كورين ليبر وودرور فوير.

## أقسام وملحقاتجلوبس
تُوَزَّع جلوبس كل ليلة من الأحد إلى الخميس، مع جزئين رئيسيين:
- العناوين - الجزء الرئيسي للأخبار
- أسواق رأس المال - ملحق البورصة

من بين الملاحق:
- جي - الملحق الرئيسي لعطلة نهاية الأسبوع، بما في ذلك الأعمدة المعتادة من قبل المساهمين مثل يوآف كارني (الشؤون الخارجية) ، درور فوير، هيليك غورفينكل (مطعم وناقد النبيذ) وروي يروشالمي (الطهي، تاريخ الطعام وصفات).
- نادلان - ملحق العقارات الأسبوعي (الأحد).
- ليدي جلوبس - مجلة شهرية مخصصة للنساء تُباع بشكل منفصل في أكشاك بيع الصحف.

دار النشر تقع في ريشون لتسيون .

## وصلات خارجية
- الموقع الرسمي